# 玉来駅
玉来駅（たまらいえき）は、大分県竹田市大字玉来にある、九州旅客鉄道（JR九州）豊肥本線の駅である。

## 歴史
昭和30年代までは貨物の取り扱いで栄えたが、1962年（昭和37年）1月に営林署が閉鎖されると貨物取扱量が急減した。

### 年表
- 1925年（大正14年）11月30日：鉄道省（後に日本国有鉄道）犬飼線が豊後竹田駅から延伸した際の終着駅として開業[4][5]。
- 1928年（昭和3年）12月2日：当駅 - 宮地間が開業し、豊肥本線の途中駅となる[4]。
- 1971年（昭和46年）10月1日：貨物取扱廃止[7]および無人駅化[6][8]。
- 1987年（昭和62年）4月1日：国鉄分割民営化により九州旅客鉄道が継承[4][5]。
- 1993年（平成5年）3月1日：県道改良工事に伴い駅舎が20m東に移転し、新駅舎となる[9]。同時に駅前広場を整備[9]。

## 駅構造
単式ホーム1面1線を有する地上駅で無人駅である。駅舎は1993年の移転時に新築したもので、日本10大稲荷である扇森稲荷神社をモチーフに社務所風にした木造平屋建てのものとなっており、駅舎には待合室とトイレが併設されている。

## 利用状況
- 2012年度の1日平均乗車人員は17人（前年度比-3人）である。

| 乗車人員推移 | 乗車人員推移 |
| 年度         | 1日平均人数  |
| ------------ | ------------ |
| 2000         | 17           |
| 2001         | 14           |
| 2002         | 15           |
| 2003         | 10           |
| 2004         | 8            |
| 2005         | 7            |
| 2006         | 14           |
| 2007         | 17           |
| 2008         | 17           |
| 2009         | 17           |
| 2010         | 13           |
| 2011         | 20           |
| 2012         | 17           |

## 駅周辺
駅前には僅かな民家があり、駅前の県道を400mほど進むと市街地（玉来地区）が広がっている。
- 竹田湧水群
- 扇森稲荷神社[1]
- 玉来郵便局
- 光明寺
- 真正寺
- 大野川上流農業水利事業所
- 竹田市立南部小学校
- 大分県立竹田養護学校
- 玉来保育所
- 下矢倉団地
- 国道57号
- 吉田八幡社
- サンリブ竹田店
- 玉来第二団地（駅から徒歩2分）
- 国土交通省佐伯河川国道事務所竹田維持出張所
- 後藤姫だるま工房

## 隣の駅
九州旅客鉄道（JR九州）
■豊肥本線
■普通
豊後竹田駅 - 玉来駅 - 豊後荻駅